# Lophomyrmex

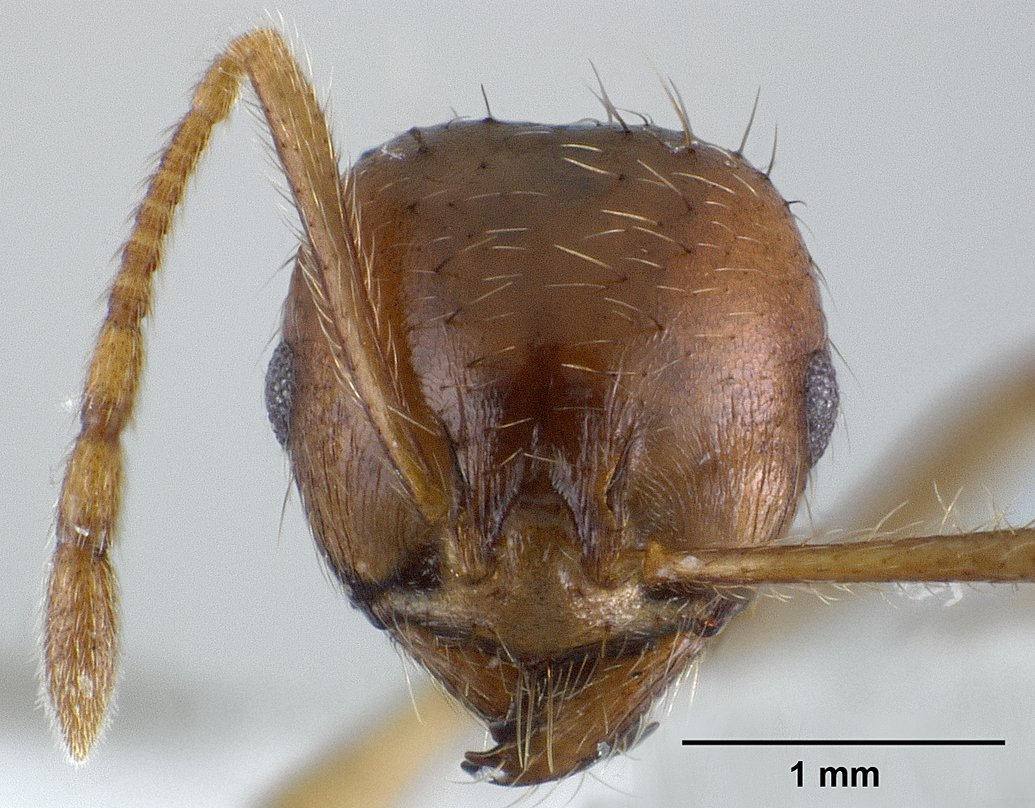
Lophomyrmex longicornis

Lophomyrmex (лат.) — род муравьёв (Formicidae) из подсемейства Myrmicinae.

## Распространение
Тропическая Азия.

## Описание
Усики 11-члениковые с булавой из 3 члеников. Проподеум с парой шипов. Мелкие муравьи длинной около 2-3 мм, желтовато-бурые. Стебелёк между грудкой и брюшком состоит из двух члеников: петиолюса и постпетиолюса (последний четко отделен от брюшка), жало развито, куколки голые (без кокона).

## Систематика
Около 10 видов. Род относится к трибе Pheidolini (до 1994 года относили к трибе Pheidologetini).
- Lophomyrmex ambiguus Rigato, 1994
- Lophomyrmex bedoti Emery, 1893
- Lophomyrmex birmanus Emery, 1893
- Lophomyrmex kali Rigato, 1994
- Lophomyrmex longicornis Rigato, 1994
- Lophomyrmex lucidus Menozzi, 1930
- Lophomyrmex opaciceps Viehmeyer, 1922
- Lophomyrmex quadrispinosus (Jerdon, 1851) typus (=Oecodoma quadrispinosa Jerdon)
- Lophomyrmex striatulus Rigato, 1994
- Lophomyrmex taivanae Forel, 1912
- Lophomyrmex terraceensis Bharti & Kumar, 2012